# Nabala
Nabala è una località del comune rurale estone di Kiili, posta a circa 25 km a sud della capitale Tallinn, nella contea di Harjumaa. È di dimensioni molto ridotte, tanto che non si può considerare una frazione vera e propria.
È collegata al paese da una strada asfaltata, per metà accompagnata da pista ciclabile. Per raggiungere le altre frazioni (come Sõmeru, Paekna o Pissoo) il tragitto è invece sterrato.
Caratteristica della zona è la presenza di ampi pascoli, unitamente a campi di frumento e foreste.